# Stolidoptera cadioui
Stolidoptera cadioui là một loài bướm đêm thuộc họ Sphingidae. Nó được tìm thấy ở occidental Ecuador.
Sải cánh dài khoảng 86 mm. Nó tương tự như Stolidoptera tachasara, nhưng có thể phân biệt thông qua đặc điểm hình dạng cánh, kiểu màu sắc.